# Надточієве
Надточі́єве —  село в Україні, у Степанівській селищній громаді Сумського району Сумської області. Населення становить 55 осіб. До 2020 орган місцевого самоврядування— Косівщинська сільська рада.

## Географія
Село Надточієве знаходиться на лівому березі річки Дальня (Мала) Ільма, нижче за течією на відстані 1 км розташоване село Кононенкове, на протилежному березі - село Малі Вільми. На річці зроблена гребля.

## Історія
Село відоме принаймні з 1783 р. як хутір Наточиївський (Надточій). З 1799 р. хутором володів реєстратор Василь Надточієв (1732 р.н.). Родоначальник роду Василь Надточей у 1664 р. обіймав посаду осавула в Нижньосироватській сотні Сумського полку. Згадується в 1826 р. у зв'язку з тим, що «Каплунів Нохін Ізраїлевич, міщанин м. Чернігова, єврей, будує вітряк у маєтку хут. Надточій Сумського повіту, у поміщика Василя Надточіїва». У 1864 році хутір налічував 18 дворів і 92 жителя.
12 червня 2020 року, відповідно до розпорядження Кабінету Міністрів України № 723-р «Про визначення адміністративних центрів та затвердження територій територіальних громад Сумської області», село увійшло до складу Степанівської селищної громади.
19 липня 2020 року, в результаті адміністративно-територіальної реформи та ліквідації Сумського району(1923—2020), увійшло до складу новоутвореного Сумського району.